# Сидзуока (княжество)

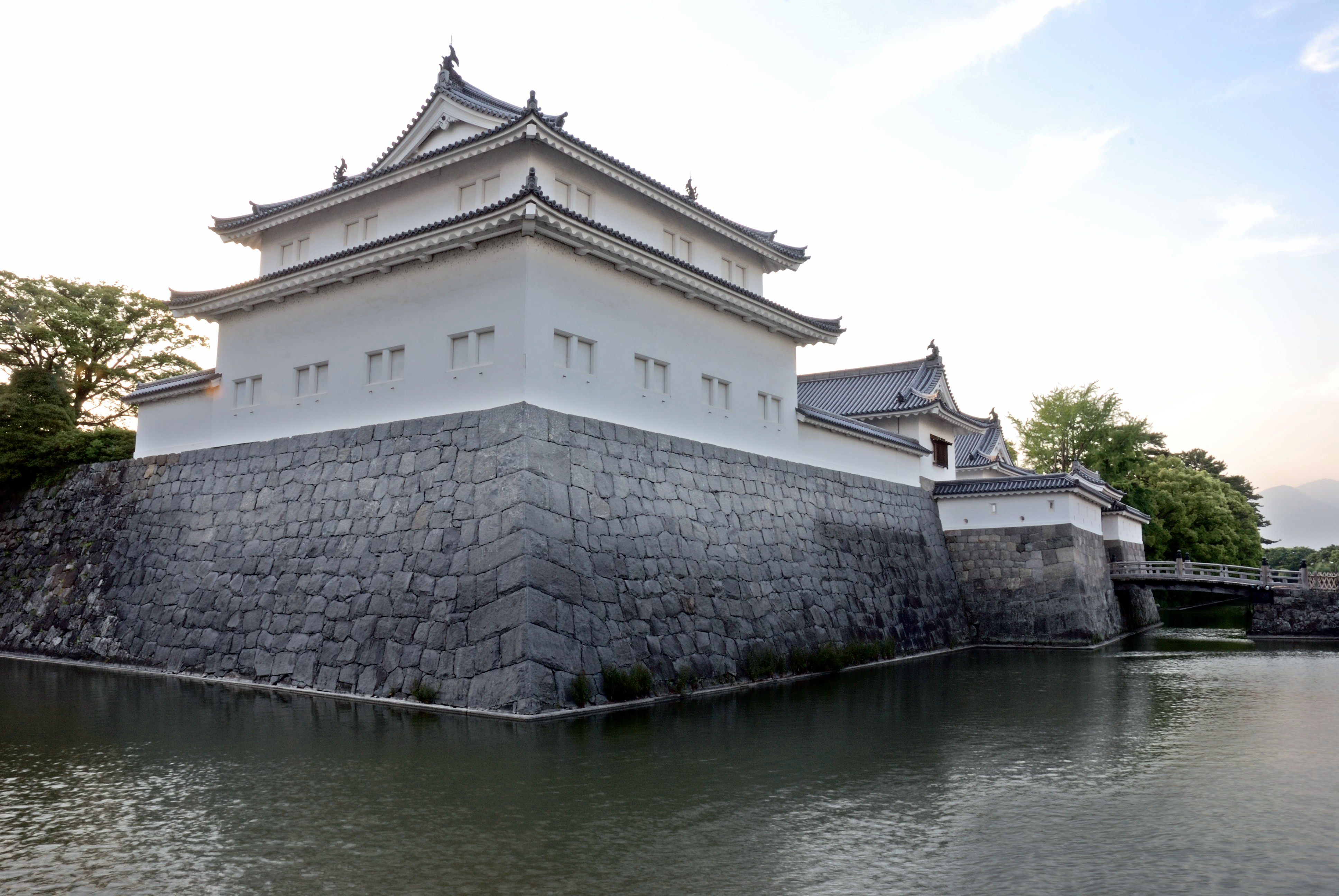
Башня в замке Сумпу (реконструкция)

Княжество Сумпу (яп. 駿府藩 Сумпу-хан), также известно как Княжество Сидзуока (яп. 静岡藩 Сидзуока-хан) — феодальное княжество (хан) в Японии периода Эдо (1601—1871), в провинции Суруга региона Токайдо на острове Хонсю (современная префектура Сидзуока).

## История княжества
Административный центр княжества: замок Супму (современный город Сидзуока, префектура Сидзуока).
Доход хана:
- 1601—1609 годы — 30 000 коку риса
- 1609—1619 годы — 500 000 коку
- 1625—1634 годы — 500 000 коку риса
- 1869 — 1871 годы — 500 коку риса

В период Муромати (1336—1573) замок Сумпу был столицей рода Имагава. В 1560 году род Имагава был разгромлен Одой Набунагой в битве при Окэхадзаме. Провинция Суруга вместе с замком Сумпу была захвачена Такэдой Сингэном, затем Токугавой Иэясу. В 1590 году Тоётоми Хидэёси, передав Токугаве Иэясу во владение обширный регион Канто, назначил правителем Сумпу своего вассала Накамуру Кадзуудзи (ум. 1600). После победы в битве при Сэкигахара Токугава Иэясу восстановил свою власть над Сумпу. Накамура Такадзу (1590—1606), сын и преемник Кадзуудзи, был переведен в Йонаго-хан (провинция Хоки).
В 1601 году правителем Сумпу-хана был назначен Найто Нобунари (1545—1612), сводный брат Токугава Иэясу и приёмный сын Найто Киёнага (1501—1564).
В апреле 1606 году Токугава Иэясу официально ушел в отставку с должности сёгуна, поселился в замке Сумпу, откуда стал неофициально руководить государственными делами. В том же году Найто Нобунари был переведен из Сумпу-хана в Нагахама-хан (провинция Оми) с доходом 50 000 коку.
В 1609 году новым правителем Сумпу-хана был назначен малолетний Токугава Ёринобу (1602—1671), десятый сын сёгуна Токугава Иэясу. В апреле 1619 года Ёринобу получил во владение богатый домен Кисю-хан в провинции Кии с доходом 200 000 коку риса. В том же 1619 году Сумпу-хан перешел под прямое управление сёгуната Токугава.
В 1624 году в замок Сумпу из Кофу-хана (провинция Каи) был переведен Токугава Таданага (1606—1634), третий сын 2-го сёгуна Токугавы Хидэтады. Ему был присвоен доход в размере 500 000 коку. Однако Таданага находился во враждебных отношениях со своим братом, третьим сёгуном Токугавой Иэмицу. В 1632 году по приказу сёгуна Иэмицу Таданага был отстранен от должности и отправлен в ссылку, где его вынудили совершить харакири в декабре 1634 года.
В 1632—1868 годах Сумпу-хан находился под прямым управлением сёгуната Токугава. Замок Сумпу управлялся Sunpu jōdai (駿府城代?) — губернатором, назначаемым бакуфу.
В 1868 году последний (15-й) сёгун Японии Токугава Ёсинобу и его правительство вынуждены были отказаться от верховной власти в государстве в пользу нового императора Мэйдзи. Кроме того, Токугава Ёсинобу вынужден был отказаться от главенства в роде Токугава в пользу своего приёмного сына Токугава Иэсато. Первоначально Токугава Иэсато (1863—1940) был главой линии Таясу Токугава (1865—1868). В том же 1868 году императорское правительство создало для Токугавы Иэсато, который был понижен в статусе до обычного даймё, новое княжество — Сидзуока-хан. В состав нового домена были включена княжества Сумпу, Танака и Одзима в провинции Суруга, а также земли в провинциях Тотоми и Микава с общим доходом 700 000 коку. Токугава Иэсато управлял своим княжеством с 1868 по 1871 год.
В июле 1871 года Сидзуока-хан был ликвидирован. Территория княжества была включена в состав новых префектур Сидзуока и Айти.

## Правители княжества
- Род Найто, 1601—1606 (фудай-даймё)

| № | Имя            | Имя       | Годы правления | Годы жизни  | Примечания |
| - | -------------- | --------- | -------------- | ----------- | --- |
| 1 | Найто Нобунари | 内藤 信成 | 1601 — 1606    | 1545 — 1612 | Внебрачный сын Мацудайры Хиротады и сводный брат первого сёгуна Токугава Иэясу, был усыновлён Найто Киёнагой (1501—1564) |

- Род Токугава, 1609—1619 (симпан-даймё)

| № | Имя              | Имя       | Годы правления | Годы жизни  | Примечания                                |
| - | ---------------- | --------- | -------------- | ----------- | ----------------------------------------- |
| 1 | Токугава Ёринобу | 徳川 頼宣 | 1609 — 1619    | 1602 — 1671 | Десятый сын первого сёгуна Токугава Иэясу |

- Род Токугава, 1624—1632 (симпан-даймё)

| № | Имя               | Имя       | Годы правления | Годы жизни  | Примечания                                  |
| - | ----------------- | --------- | -------------- | ----------- | ------------------------------------------- |
| 1 | Токугава Таданага | 徳川 忠長 | 1624 — 1632    | 1606 — 1634 | Второй сын второго сёгуна Токугава Хидэтада |

- Род Токугава, 1868—1871 (симпан-даймё)

| № | Имя             | Имя       | Годы правления | Годы жизни  | Примечания                                                          |
| - | --------------- | --------- | -------------- | ----------- | ------------------------------------------------------------------- |
| 1 | Токугава Иэсато | 徳川 家達 | 1868 — 1871    | 1863 — 1940 | Третий сын Токугавы Ёсиёри, усыновлён 15-м сёгуном Токугава Ёсинобу |